# 比利亚莫拉铁尔德拉斯马塔斯
比利亚莫拉铁尔德拉斯马塔斯，是西班牙卡斯蒂利亚-莱昂莱昂省的一个市镇。 总面积37平方公里，总人口193人（001年），人口密度5人/平方公里。